# Foto-Cine Morillo
Foto-Cine Morillo (1956 - 1994) fou un establiment fotogràfic de Girona, fundat pel fotògraf Miquel Morillo i Gallego.

## Història
El fotògraf Miquel Morillo i Gallego obrí la seva primera botiga, l'any 1956, al número 1 del carrer de les Hortes de Girona. L'establiment estigué dedicat a la venta de material fotogràfic i al revelat de fotografies. A més, Morillo oferí reportatges de casaments, juntament amb la seva cònjuge Heriberta Deumal. També, es dedicà a la fotografia comercial, documental i de peritatge, i fou en aquest àmbit, on elaborà reportatges de seguiment d'obres que li van permetre deixar constància del creixement urbanístic de la ciutat.
L'èxit que tingué l'establiment, portà a Morillo a obrir una segona botiga, l'any 1975, al número 22 del carrer Nou i una tercera, l'any 1994, al carrer de la Creu. La seva tasca empresarial va ser reconeguda l'any 2002, quan la Cambra de Comerç de Girona el guardonà amb un premi en valor al seu dinamisme comercial. Donaren continuïtat al negoci els seus fills Marisa i Miquel. L'any 1995, l'establiment canvià de nom a Foto Imatge Morillo, amb seu al número 22 del carrer Nou, regentat a partir del 2005 per Miquel Morillo Deumal. A partir de 2014, passà a dir-se Print & Friends, i es reconvertí en un establiment dedicat i especialitzat en la impressió digital.

## Fons fotogràfic
L'any 2013, la família Morillo feu donació del Fons Foto-Cine Morillo a l'Ajuntament de Girona, que prèviament es trobava al domicili particular de Marisa Morillo Deumal. Van ingressar al Centre de Recerca i Difusió de la Imatge (CRDI) de l'Arxiu Municipal de Girona, trenta-nou mil cinc-centes cinquanta-nou fotografies.
El Fons Foto-Cine Morillo reuneix documentació generada per Miquel Morillo i Gallego, i els seus fills Miquel i Marisa, en l'exercici de la seva activitat professional al capdavant de l'establiment. Conté, principalment, fotografia per encàrrec i de seguiment de diversos aspectes de la vida econòmica, cultural i social de la ciutat de Girona i d'altres poblacions de la província. En destaquen els reportatges de diversos establiments comercials i empreses industrials, el seguiment d'obres privades per empres constructores, com ara Homs, Ribas Motjé, ECISA, Progrup i Urbisa, entre d'altres, i el seguiment de les instal·lacions i els actes de centres educatius i sanitaris de la ciutat. Són d'especial interès els reportatges de la Festa de la Vellesa, pel seu volum i la seva continuïtat en el temps. També, els reportatges per encàrrec del Montepio de Conductors Sant Cristòfol, entitat amb la qual el fotògraf estigué vinculat.